# Liste der Stolpersteine in Prag-Nusle

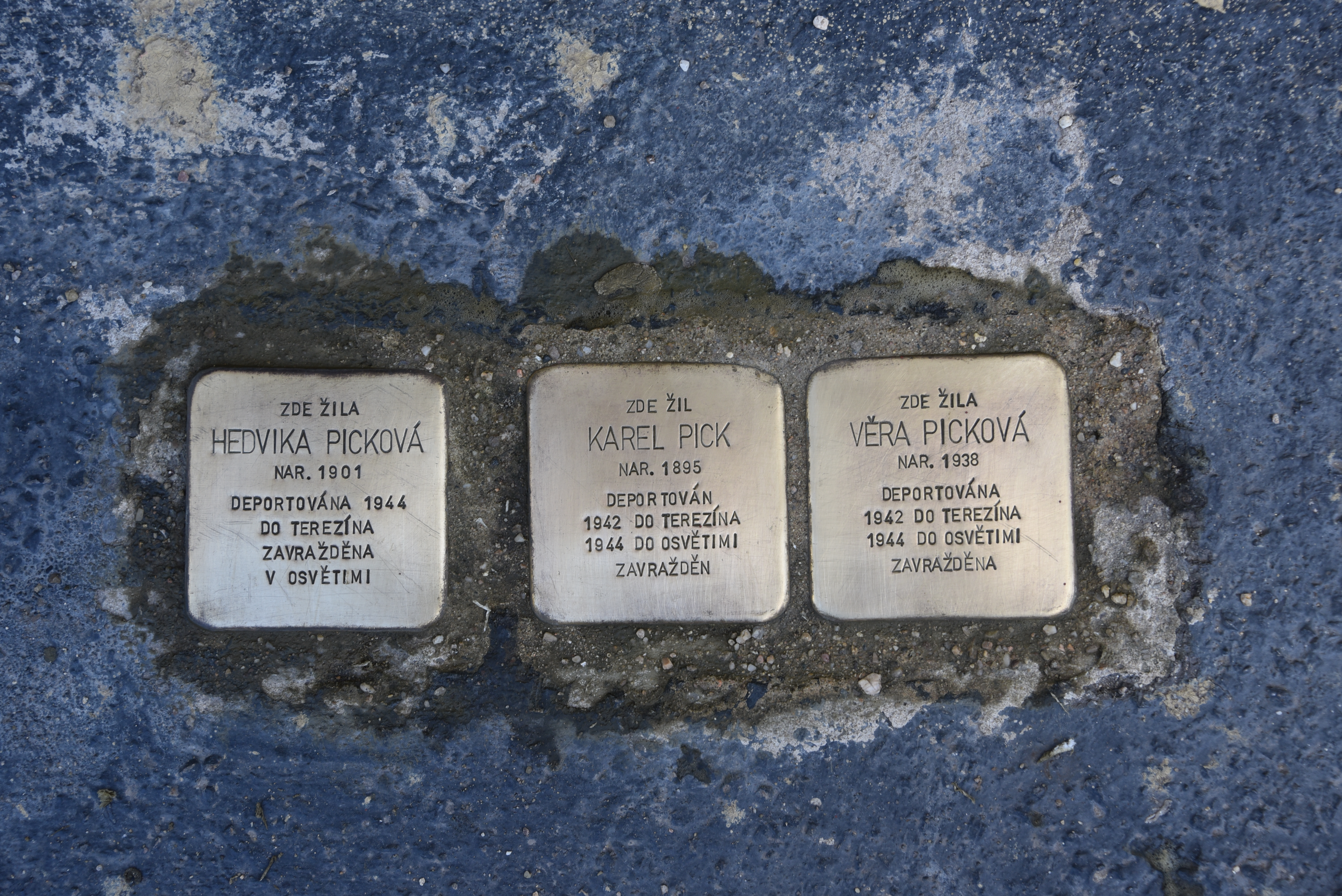
Stolpersteine für Familie Pick in Prag-Nusle

Die Liste der Stolpersteine in Prag-Nusle enthält die Stolpersteine, die im Prager Stadtviertel Nusle ([nuslɛ]) verlegt wurden. Sie erinnern an das Schicksal der Menschen, welche von den Nationalsozialisten in Tschechien ermordet, deportiert, vertrieben oder in den Suizid getrieben wurden. Die Stolpersteine wurden von Gunter Demnig verlegt.
Das tschechische Stolpersteinprojekt Stolpersteine.cz wurde 2008 durch die Česká unie židovské mládeže (Tschechische Union jüdischer Jugend) ins Leben gerufen und stand unter der Schirmherrschaft des Prager Bürgermeisters. Die Stolpersteine liegen vor dem letzten selbstgewählten Wohnort des Opfers. Die Stolpersteine werden auf Tschechisch stolpersteine genannt, alternativ auch kameny zmizelých (Steine der Verschwundenen).
Die Tabellen sind teilweise sortierbar; die Grundsortierung erfolgt alphabetisch nach dem Familiennamen.

## Nusle
| Bild | Inschrift                                                                                          | Standort                        | Name, Leben |
| ---- | -------------------------------------------------------------------------------------------------- | ------------------------------- | --- |
|      | HIER WOHNTE EDITH EHRLICHOVÁ JG. 1928 DEPORTIERT 1942 NACH THERESIENSTADT ERMORDET IN SOBIBOR      | Oldřichova 172/52 Praha 2-Nusle | Edith Ehrlichová wurde am 11. Mai 1928 geboren. Ihr letzter Wohnsitz vor der Deportation war in der Oldřichova 52 in Prag XIV. Am 7. Mai 1942 wurde sie mit Transport At von Prag ins KZ Theresienstadt deportiert. Ihre Transportnummer war 179 von 1.001. Zwei Tage später wurde sie in das Vernichtungslager Sobibór deportiert. Ihre Transportnummer war 179 von 999. Dort wurde sie im Alter von 14 Jahren vom NS-Regime ermordet. |
|      | HIER WOHNTE VĚRA LEBENHARTOVÁ JG. 1928 DEPORTIERT 1942 NACH THERESIENSTADT ERMORDET IN IZBICA      | Oldřichova 172/52 Praha 2-Nusle | Vӗra Lebenhartová wurde am 27. Februar 1928 geboren. Ihr letzter Wohnsitz vor der Deportation war in der Oldřichova 52 in Prag XIV. Am 8. Februar 1942 wurde sie mit Transport W von Prag ins KZ Theresienstadt deportiert. Ihre Transportnummer war 15 von 1.002. Am 17. März 1942 wurde sie nach Izbica deportiert. Ihre Transportnummer war 440 von 1.000. Dort wurde sie im Alter von 14 Jahren vom NS-Regime ermordet. |
|      | HIER WOHNTE KAREL PICK JG. 1895 DEPORTIERT 1942 NACH THERESIENSTADT 1944 NACH AUSCHWITZ ERMORDET   | Lumírova 525/1 Praha 2-Nusle    | Karel Pick wurde am 4. November 1895 geboren. Er war mit Hedvika verheiratet. Das Ehepaar hatte eine Tochter, Vera (geb. 1938). Der letzte Wohnsitz der Familie vor der Deportation war in Prag XIV., Brusova 1. Am 24. Oktober 1942 wurden Karel Pick und seine kleine Tochter mit Transport Ca von Prag in das Konzentrationslager Theresienstadt deportiert. Seine Transportnummer war 238 von 1.004. Seine Frau kam 14 Monate später in Theresienstadt an. Am 18. Mai 1944 wurden alle drei Familienmitglieder mit Transport Eb ins Konzentrationslager Auschwitz deportiert. Seine Transportnummer war 342 von 2.500. Die ganze Familie wurde im Lauf der Shoah vom NS-Regime ermordet. |
|      | HIER WOHNTE HEDVIKA PICKOVÁ JG. 1901 DEPORTIERT 1944 NACH THERESIENSTADT ERMORDET IN AUSCHWITZ     | Lumírova 525/1 Praha 2-Nusle    | Hedvika Picková wurde am 11. Juni 1901 geboren. Sie war mit Karel Pick verheiratet. Das Paar hatte eine Tochter, Vera (geb. 1938). Ihr Mann und ihre kleine Tochter wurden im Oktober 1942 ins Konzentrationslager Theresienstadt deportiert. Am 10. Januar 1944 wurde auch sie mit Transport Dt on Prag nach Theresienstadt deportiert. Ihre Transportnummer war 27 von 143. Dort wurde die kleine Familie wieder vereint. Am 18. Mai 1944 wurden alle drei Familienmitglieder mit Transport Eb ins Konzentrationslager Auschwitz deportiert. Ihre Transportnummer war 343 von 2.500. Die ganze Familie wurde vom NS-Regime im Lauf der Shoah ermordet.                                     |
|      | HIER WOHNTE VĚRA PICKOVÁ JG. 1938 DEPORTIERT 1942 NACH THERESIENSTADT 1944 NACH AUSCHWITZ ERMORDET | Lumírova 525/1 Praha 2-Nusle    | Vera Picková wurde am 20. Dezember 1938 geboren. Ihre Eltern waren Karel Pick und Hedvika Picková. Am 24. Oktober 1942 wurde das kleine Mädchen mit ihrem Vater Transport Ca von Prag in das Konzentrationslager Theresienstadt deportiert. Ihre Transportnummer war 239 von 1.004. Dort war das kleine Mädchen 14 Monate lang von seiner Mutter getrennt. Diese wurde im Januar 1944 ins KZ Theresienstadt deportiert. Am 18. Mai 1944 wurden alle drei Familienmitglieder mit Transport Eb ins Konzentrationslager Auschwitz deportiert. Ihre Transportnummer war 343 von 2.500. Die 5-jährige Vera Picková und ihre Eltern wurden dort vom NS-Regime ermordet.                            |

## Verlegedaten
Die Stolpersteine in Prag wurden von Gunter Demnig persönlich an folgenden Tagen verlegt: 8. Oktober 2008, 7. November 2009, 12. Juni 2010, 13. bis 15. Juli 2011 und 17. Juli 2013 (soweit die auf der Website des Künstlers angegebenen Termine). Weitere Verlegungen erfolgten am 28. Oktober 2012, sind allerdings auf der Website nicht erwähnt.